# Po Paraguay
Po Paraguay es una organización paraguaya sin fines de lucro, que se dedica al desarrollo y manufactura de prótesis impresas en 3D. "Po" significa "mano" en Guaraní, el segundo idioma oficial de Paraguay.

## Historia
En marzo del 2014, Eric Dikhjuis y Fernando Vallese, inspirados al ver un video sobre la fabricación de una prótesis mecánica impresa en 3D del Project Daniel, en donde mostraban a una persona que viajaba a Sudán con una impresora 3D que empezó a crear prótesis básicas, pero funcionales, deciden llevar a cabo un proyecto que implica imprimir prótesis en 3D.
En julio de ese mismo año, se imprime la primera prótesis 3D en Paraguay, y en noviembre se la entrega al primer usuario de Po Paraguay, Elias Benitez. El 26 de noviembre de 2014, Po Paraguay gana la primera edición de los premios Conecta, recibiendo 5000 dólares de capital semilla para iniciar el proyecto y así impulsando la creación de la organización.  
A mediados de 2015, iniciaron las entregas de prótesis de forma pública y hasta la fecha, Po Paraguay ha entregado más de 300 prótesis a usuarios en el territorio paraguayo y a otros países como Argentina, Brasil, Bolivia, Colombia y Honduras.

## Dispositivos
Las prótesis son llamadas "Po" en forma general, pero cada una tiene un nombre diferencial. Son OpenSource y pueden ser descargadas,  impresas y armadas en cualquier lugar del mundo. Se imprimen con poliácido láctico (PLA).

### Dispositivos de miembro superior
Estas piezas funcionan a través de un mecanismo de hilos conectados con la extremidad ausente, que reacciona a cada contracción realizada. Se realiza lo que llamamos “movimiento palanca”, al doblar el codo o la muñeca los hilos se tensan y hacen que los dedos de la prótesis cierren y al extender el codo o la muñeca la mano se abre. A estos dispositivos se les pueden agregar accesorios, que complementan las prótesis y facilitan la realización de tareas específicas, como usar cubiertos, ejecutar la guitarra o sujetar objetos.
HandPo:
Dispositivo de miembro superior que reemplaza la mano humana. Es usada en casos de amputaciones transmetacarpianas unilaterales o bilaterales que conserven el movimiento de flexión y extensión de muñeca.
ArmPo:
Dispositivo de miembro superior que completa el antebrazo y reemplaza la mano humana. Es usada en casos de amputaciones transradiales unilaterales o bilaterales.
Handred80:
Dispositivo de miembro superior que reemplaza la mano humana. Es usada en casos de desarticulaciones de muñeca unilaterales o bilaterales que conserven los movimientos de pronación y supinación del antebrazo.
ElPOw:
La prótesis modelo elPow completa el brazo, completa el antebrazo y la mano. Es usada en casos de amputaciones transhumerales.

### Dispositivos de miembro inferior
PoGuata:
La PoGuata es un dispositivo de miembro inferior para personas con amputación por debajo de la rodilla. Se compone de 3 partes fundamentales: Socket, tubo y pie. Permite el descargue completo del peso de la persona a tierra. Otorga de nuevo completo control en la movilidad de la persona y su desenvolvimiento en su vida diaria sin mayores complicaciones.